# Lijst van Sovjet marineschepen uit de Tweede Wereldoorlog
Dit is een lijst van Sovjet oorlogsschepen uit de Tweede Wereldoorlog. Deze lijst bevat oorlogsschepen van de Sovjet-Unie met een tonnage van boven de 1000 ton.

## Slagschepen
- Revenge-klasse
  - Arkhangelsk

- Gangut-klasse
  - Oktyabrskaja Revolutsiya

## Kruisers

### Lichte kruisers

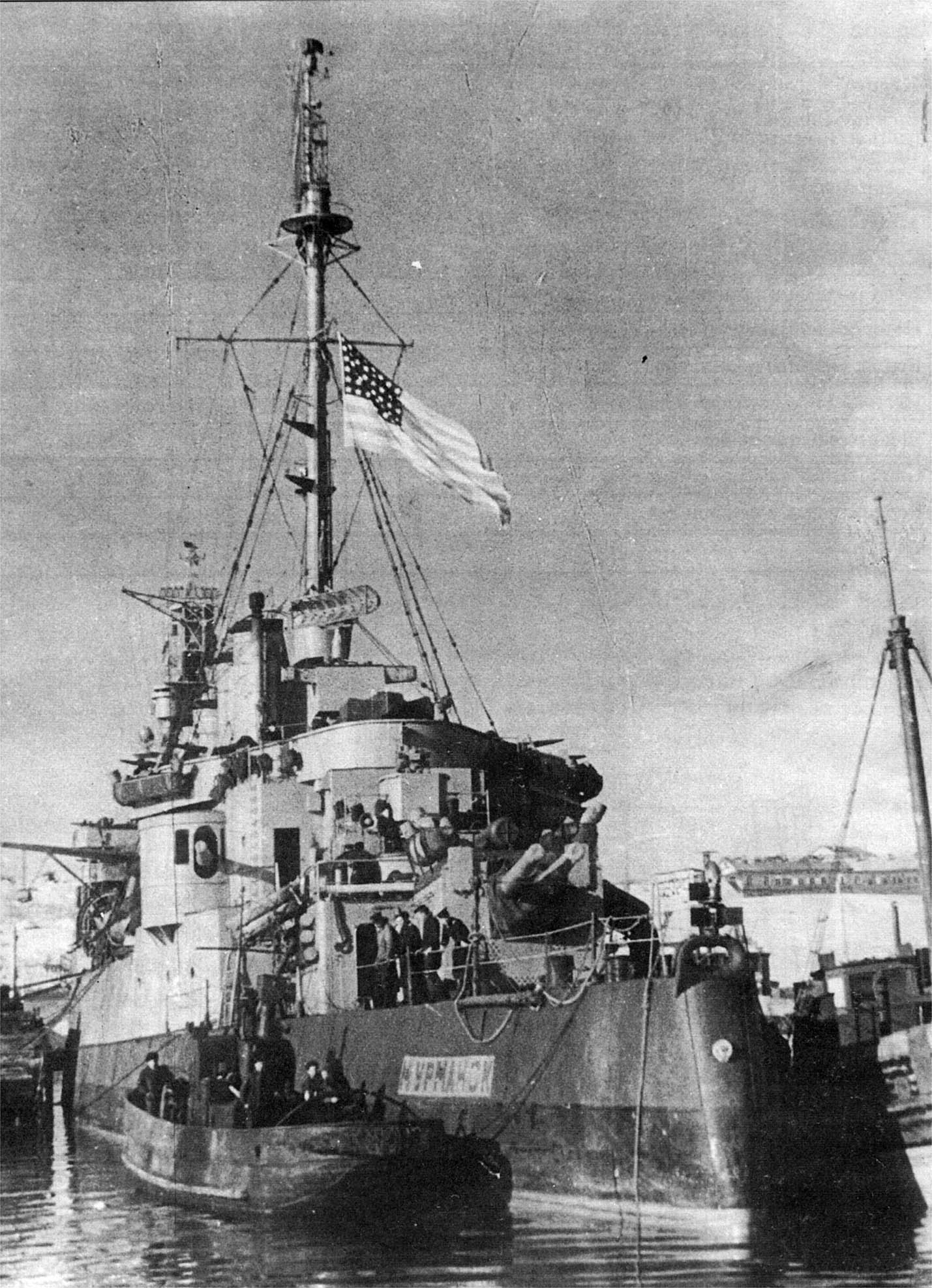
Murmansk (USS Milwaukee (CL-5)

- Svetlana-klasse
  - Chervona Ukraina

- Omaha-klasse
  - Murmansk

### Middelzware kruisersr
- Aurora

- Kraznyi Kavkaz-klasse
  - Krasny Kavkaz

- Krasnyi Krym-klasse
  - Krasnyi Krym

### Zware kruisers
- Maxim Gorkiy-klasse
  - Kaganovich
  - Kalinin
  - Maxim Gorkiy
  - Molotov

- Kirov-klasse
  - Kirov
  - Voroshilov

## Torpedobootjagers
- Town-klasse
  - Jivoochyi

- Leningrad-klasse
  - Leningrad

- Gnevny-klasse
  - Razumny

- Novik-klasse
  - Yakov Sverdlov

## Kanonneerboten
- Krasnoye Znamya-klasse
  - Krasnoye Znamya